# Jasenácke
Jasenácke je přírodní rezervace v katastrálním území obce Lakšárska Nová Ves v okrese Senica v Trnavském kraji. Území bylo vyhlášeno v roce 2011 a jeho rozloha je 49,92 hektaru. Předmětem ochrany jsou evropsky významné biotopy panonských dubohabřin, doubravy na spraši a písku, vlhkomilné březové acidofilní doubravy, přirozené dystrofní stojaté vody a přechodná rašeliniště.